# Nacionalni institut za rak
Nacionalni institut za rak (engl. National Cancer Institute, NCI) je deo Nacionalnih instituta za zdravlje (NIH), koji su jedna od sedam agencija Departmana za zdravstvo i ljudske resurse SAD. NCI koordinira američki nacionalni program za kancer i sprovodi i podržava istraživanja, obuku, i desiminaciju zdravstvene informacije, i druge aktivnosti vezane za uzroke, prevenciju, dijagnozu, i tretmant kancera; i za podršku pacijenata obolelih od raka i njihovih porodica. Od jula 2010, direktor NCI je Harold Varmus.
Nacionalni institut za rak ostvaruje većinu svojih aktivnosti putem ekstramuralnog programa kojim se pružaju stipendije za istraživanje raka. Osim toga, Nacionalni institut za rak ima intramuralne istraživačke programe, koji sačinjavaju malu frakciju sveukupnog budžeta Nacionalnog instituta za rak, u Batesdi i u Frederik nacionalnoj laboratoriji za istraživanje raka u Fort Ditriku, u Frederiku, Mariland.

## Literatura
- National Cancer Institute Retrieved 11 June 2010.
- "NCI MISSION STATEMENT." National Cancer Institute. Retrieved 18 August 2004.
- "THE NATIONAL CANCER ACT OF 1971." National Cancer Institute. Retrieved 18 August 2004.
- Developmental Therapeutics Program (DTP)
- NCI-60 DTP Human Tumor Cell Line Screen

## Spoljašnje veze
- Zvanični veb-sajt
- NCI and the history of the NIH
- US Research Grant Awards Database